# Bayraktar Akıncı
Bayraktar Akıncı é um veículo aéreo de combate não tripulado de longo alcance e média altitude, desenvolvido pela empresa turca Baykar para ser o sucessor do Bayraktar TB2. As primeiras três unidades entraram em operação pela Força Aérea Turca em 29 de agosto de 2021.
O drone tem um peso máximo de decolagem (MTOW) de 6 toneladas, tem a capacidade de operar a 45 mil pés e pode permanecer no ar por mais de 25 horas. O Akıncı está equipado com dois motores turboélice com 750 cavalos de empuxo, com uma opção de 450 cavalos, além de possuir avançados sistemas eletrônicos, tais como inteligência artificial, comunicação por satélite e três radares.

## Desenvolvimento
A Baykar revelou o modelo ao público em setembro de 2019 na TEKNOFEST, um evento turco de tecnologia. O primeiro teste com motores foi realizado dias seguintes ao evento, com o primeiro voo concluído em dezembro de 2019.
O primeiro voo de um Akıncı produzido em série foi feito em maio de 2021. A primeira entrega para a Força Aérea Turca chegou em agosto de 2021.
O primeiro contrato de exportação do drone foi assinado em janeiro de 2022. É estimado que as primeiras entregas ao comprador aconteçam em 2023.
A aeronave também possui uma estação de controle no solo, que utiliza de satélites para transmitir informações ao veículo aéreo não tripulado.

## Operadores
Turquia: 12 unidades.
- Força Aérea Turca: 6 unidades.[7]
- Exército da Turquia: 8 unidades.[7]

 Paquistão
- Força Aérea do Paquistão: pelo menos 1 unidade, entregue em abril de 2023.[8]

 Líbia
- Força Aérea Líbia: pelo menos 1 unidade entregue.[9]

## Especificações

### Características gerais
- Carga útil: 1,5 mil kg[10]
- Comprimento: 12,2 m[10]
- Envergadura: 20 m[10]
- Altura: 4,1 m[10]
- Peso máximo de decolagem: 6 mil kg[10]

### Performance
- Velocidade máxima: 195 nós[10]
- Velocidade de cruzeiro: 145 nós[10]
- Alcance: 7,5 mil km[2]
- Autonomia: 25 horas[2]
- Teto máximo: 45 mil pés[3]
- Altitude operacional: 38 mil pés[2][3]